# Siemion Czerniecki
Siemion Aleksandrowicz Czerniecki (ros. Семё́н Алекса́ндрович Черне́цкий), właśc. Salomon Isajewicz Sztember; ur. 1881, zm. 1950) – wojskowy, dyrygent, kompozytor, organizator i szef pierwszych radzieckich wojskowych orkiestr, jeden z twórców radzieckiego wojskowego marsza, pedagog muzyczny, Laureat nagrody Nagrody Stalinowskiej drugiego stopnia (1946), Zasłużony działacz sztuki RFSRR (1936), profesor (1946), generał major (1943), inspektor orkiestr wojskowych Armii Czerwonej w latach 1924–1949.

## Przedrewolucyjny okres życia
S.A. Czerniecki urodził się w Odessie w muzycznej rodzinie. Jego ojciec Isaj Aleksandrowicz Sztember był skrzypkiem i nauczycielem gry na skrzypcach, matka Dora Isajewna Czerniecka – nauczycielką gry na fortepianie. Kuzyn – kompozytor i dyrygent Lew Izaakowicz Czerniecki. Wszystkie trzy siostry – Estera, Nadija i Wiera zostały pianistkami. Pierwsze lekcje muzyki pobierał pod kierunkiem matki. W latach 1892–1893 uczył się gry na puzonie w orkiestrze 24–go Łubieńskiego pułku dragonów w Kiszyniowie (kapelmistrzem pułku był jego wuj). W latach 1893–1897 studiował na odeskim oddziale Cesarskiego Towarzystwa Muzycznego (odeskiej szkole muzycznej). Uczył się tam gry na puzonie i fortepianie.
W 1900 roku, z powodu ciężkiej sytuacji materialnej rodziny po śmierci ojca nie ukończył szkoły, został wysłany do Kiszyniowa do starszego brata matki – kapelmistrza 24 Łubieńskiego Pułku Dragonów (później huzarów). W Kiszyniowie ukończył zajęcia muzyczne lokalnego oddziału Cesarskiego Towarzystwa Muzycznego i postanowił poświęcić się muzyce wojskowej. Najpierw próbował swoich sił jako asystent swego wuja, a w 1903 r. sam stał się kapelmistrzem 14. brygady artylerii. W tym samym roku podczas pogromu Żydów brał udział w organizacji samoobrony, został ciężko ranny i stracił lewe oko.
Do 1908 roku służył jako kapelmistrz 14. brygady artylerii w Kiszyniowie, a następnie 60. Zamojskiego Pułku Piechoty w Odessie, jednocześnie wykładał muzykę i śpiew chóralny w odeskiej rzemieślniczej szkole zawodowej towarzystwa „Praca”, a także w ludowej szkole zawodowej nr 12, sierocińcu i żeńskim gimnazjum. W 1911 roku rozpoczął studia w Petersburskim Konserwatorium, które ukończył w 1917 roku w klasie A. K. Glazunowa.

## Służba w Armii Czerwonej, organizacja i kierownictwo orkiestry
W 1918 Czerniecki dobrowolnie zgłosił się do Armii Czerwonej i został mianowany szefem sekcji orkiestr wojskowych okręgu Piotrogrodu.
W 1924 roku Czernieckiego mianowano inspektorem orkiestr wojskowych Armii Czerwonej, w 1926 roku utworzył Orkiestrę Moskiewskiego Garnizonu, którą kierował od 1932 roku. W 1928 roku założył i prowadził orkiestrę symfoniczną Centralnego Domu Armii Czerwonej. W 1935 roku założył orkiestrę Ludowego Komisariatu Obrony, która stała się później pierwszą orkiestrą Ministerstwa Obrony ZSRR, kierował nią aż do 1949 roku. Oprócz tego Czerniecki pomagał w organizacji orkiestr sztabów okręgów wojskowych i wojskowych uczelni, a także zbiorczych orkiestr dużych garnizonów. Pod jego kierownictwem orkiestra moskiewskiego garnizonu zaczęła występować nie tylko w wojsku, ale i uczestniczyć w życiu społeczno-politycznym i w kulturalnych imprezach masowych (takich jak świąteczne koncerty w Teatrze Wielkim).

## Ostatnie lata życia
W 1946 roku Czerniecki uległ paraliżowi i zmuszony był wycofać się z aktywnej działalności. S.A. Czerniecki zmarł 13 kwietnia 1950 w Moskwie. Został pochowany z honorami na Cmentarzu Nowodziewiczym (kwatera nr 3). Miał 68 lat.

## Nagrody i wyróżnienia
- Zasłużony Działacz Sztuk RFSRR (1936)
- Nagroda Stalinowska drugiego stopnia (1946) – za koncertową działalność wykonawczą
- Order Lenina
- Order Czerwonego Sztandaru
- Order Wojny Ojczyźnianej II stopnia
- Order Czerwonej Gwiazdy
- Medal jubileuszowy „XX lat Robotniczo-Chłopskiej Armii Czerwonej” (1938)

## Działalność pedagogiczna
Jednym z kierunków działalności Czernieckiego, któremu poświęcał stałą uwagę, było przygotowywanie wojskowych muzyków. Z inicjatywy Czernieckiego otwarto wojskowe szkoły muzyczne w różnych miastach ZSRR. Osobiście kierował szkołą w Petersburgu. W 1937 roku z jego inicjatywy zorganizowano trzy średnie wojskowo-muzyczne szkoły, z których jedna działa do dziś. Dla odeskiej wojskowej szkoły muzycznej S.A. Czerniecki osobiście wybierał chłopców z tamtejszych domów dziecka.

## Twórczość
Czerniecki napisał ponad 100 marszów (według niektórych danych około 200) i pieśni patriotycznych. W swoich marszach wojskowych Czerniecki kontynuował tradycje przedrewolucyjnej rosyjskiej wojskowej kultury muzycznej. Wśród najbardziej znanych i popularnych marszów, pod które wciąż odbywają się parady na placu Czerwonym, są m.in.: uroczysty marsz „Rokossowski”, „Salut Moskwy”, „Marsz żołnierzy”, „Chwała Ojczyźnie”, „Wejście Armii Czerwonej do Budapesztu”, „Wejście Armii Radzieckiej do Bukaresztu”.

### Marsze
- 1924 lub 1936 Wezwanie Lenina (Ленинский призыв)[9]
- 1932 Marsz przemysłowy (Индустриальный марш)
- 1933 Marsz GTO (Марш ГТО)[10]
- 1934 Marsz Birobidżan (Биробиджан марш)[11][12]
- 1936 Marsz powitalny (Встречный марш), na podstawie pieśni „Warszawianka”[13]
- 1936 Marsz powitalny (Встречный марш), na podstawie pieśni „Biała armia, czerwony baron”[14]
- 1936 Marsz powitalny (Встречный марш), na podstawie pieśni „Pracownicza Marsylianka” (Рабочая Марсельеза)[15]
- 1936 Marsz moskiewskich pionierów (Московские пионеры марш)[16]
- 1936 Marsz kozacki: poświęcony czerwonym kozakom (Казачий марш: Посвящается красному казачеству)[17]
- 1936 Marsz gruziński (Грузинский марш)[18]
- 1936 Marsz „Odznaczony komsomoł” (Краснознаменный комсомол марш)[19]
- 1936 Marsz ukraiński nr 1 (Украинский марш №1)[20]
- 1936 Marsz ukraiński nr 2 (Украинский марш №2)[21]
- 1936 lub 1938 Marsz ukraiński nr 3 (Украинский марш №3)[22]
- 1937 Gruziński marsz kolumnowy (Грузинский колонный марш)[23]
- 1937 Młodość (Молодость)[24]
- 1937 Oddział Ryś (Кавалерийская рысь)[25]
- 1937 Odznaczonemu zespołowi (Краснознамённому ансамблю)[26]
- 1938 Nasza ojczyzna (Наша родина)
- 1938 Pod flagą narkoma (Под флагом Наркома)
- 1939 Przyjaźń narodów ZSRR (Дружба народов СССР)[27]
- 1940 Marsz paradny (Марш-Парад)[28][29]
- 1940 Uroczysty marsz: Pierwszej armii konnej ku XX-leciu (Торжественный марш: Первой конной армии к XX-летнему юбилею)
- 1940 Marsz mołdawski: pamięci bohatera Kotowskiego (Молдавский марш: Памяти героя Г.И. Котовского)[30]
- 1940 Marsz bessarabski: wkroczenie Armii Czerwonej do Kiszyniowa (Бессарабский марш [Советская Молдавия]: Вступление Красной Армии в Кишинёв)[31]
- 1940 Anatolij Krochaliow (Анатолий Крохалёв)
- 1940 Uroczystość zwycięstwa (Торжество победы)
- 1941 Marsz powitalny szkół wojskowych Armii Czerwonej (Встречный марш военных училищ РККА)[32]
- 1941 Marsz 1-ej gwardyjskiej dywizji strzeleckiej (Марш 1-й стрелковой гвардейской дивизии)[33]
- 1941 Marsz „Zwycięstwo za nami” (Победа за нами марш)
- 1942 Marsz powitalny 1-ego gwardyjskiego korpusu kawaleryjskiego (Встречный марш Первого гвардейского кавалерийского корпуса)[34]
- 1942 Marsz powitalny 2-ego gwardyjskiego korpusu kawaleryjskiego (Встречный марш Второго гвардейского кавалерийского корпуса)[35]
- 1942 Marsz powitalny 3-ego gwardyjskiego korpusu kawaleryjskiego (Встречный марш Третьего гвардейского кавалерийского корпуса)[36]
- 1942 Marsz 8-mej gwardyjskiej dywizji strzeleckiej im. generała Panfiłowa (Марш 8-й гвардейской стрелковой дивизии им. генерала Панфилова)[37]
- 1942 Marsz słowiański (Славянский марш)[38][39]
- 1942 Marsz fanfarny dywizji gwardyjskich (Фанфарный марш гвардейских дивизий)
- 1942 Marsz pierwszej gwardyjskiej dywizji strzeleckiej (Марш первой гвардейской стрелковой дивизии)[40][41]
- 1942 W słusznej sprawie (За правое делo)
- 1943 Marsz czołgistów (Марш танкистов)[42]
- 1943 Marsz gwardzistów-grenadierów (Марш гвардейцев-минометчиков)[43]
- 1943 Bohaterowie Stalingradu (Герои Сталинграда)[44][45]
- 1943 Bohaterowie Azerbejdżanu (Герои Азербайджана)[46]
- 1943 Jubileuszowy marsz powitalny Armii Czerwonej (Юбилейный встречный марш Красной Армии)[47], na 25-lecie powstania Armii Czerwonej
- 1944 Marsz leningradzkich dywizji strzeleckich (Марш Ленинградских гвардейских стрелковых дивизий)[48]
- 1944 Ojczysty Donbas (Родной Донбасс)[49]
- 1944 Marsz 53-ej gwardyjskiej dywizji strzeleckiej (Марш 53-й Стрелковой гвардейской дивизии)[50]
- 1944 Salut Moskwy (Салют Москвы)[51]
- 1944 Zwycięski marsz Chwała Ojczyźnie (Победный марш Слава Родине)[52]
- 1944 Wkroczenie Armii Czerwonej do Bukaresztu (Вступление Красной Армии в Бухарест)[53]
- 1945 Wkroczenie Armii Czerwonej do Budapesztu (Вступление Красной Армии в Будапешт)[54]
- 1945 Marsz „Święto zwycięstwa” (Праздник Победы марш)[55]
- 1945 Marsz rosyjski (Русский марш)[56]
- 1946 Marsz powitalny artylerzystów (Встречный марш артиллерии)[57]
- 1946 Marsz powitalny czołgistów (Встречный марш танкистов)
- 1946 Marsz artylerzystów (Марш артиллеристов)[58]
- 1946 Marsz gwardyjskiej artylerii (Марш гвардейской артиллерии)[59]